# Navajo (Nouveau-Mexique)
Pour les articles homonymes, voir Navajo.
Navajo est une localité du comté de McKinley dans l'État du Nouveau-Mexique. Elle est peuplée à 87 % par des Navajos.

## Démographie
| Groupe                      | Navajo  | Nouveau-Mexique | États-Unis |
| --------------------------- | ------- | --------------- | ---------- |
| Amérindiens, dont : Navajos | 95,9 87 | 9,4 5,3         | 0,9        |
| Blancs                      | 1,6     | 68,4            | 72,4       |
| Métis                       | 1,2     | 3,7             | 2,9        |
| Autres                      | 0,5     | 15,1            | 6,4        |
| Asiatiques                  | 0,6     | 1,4             | 4,8        |
| Afro-Américains             | 0,2     | 2,1             | 12,6       |
| Total                       | 100     | 100             | 100        |
|                             |         |                 |            |
| Latino-Américains           | 3,0     | 46,3            | 16,7       |

Selon l'American Community Survey, pour la période 2011-2015, 62 % de la population âgée de plus de 5 ans déclare parler le navajo à la maison, 34,5 % l'anglais, 3,5 % le tagalog et 1,2 % une autre langue.